# Angst (film)
 For alternative betydninger, se Angst (flertydig). (Se også artikler, som begynder med Angst)
Angst er en dansk kortfilm fra 2010 instrueret af Mette Kejlstrup Nielsen.

## Medvirkende
- Silja Eriksen Jensen